# Sergej Kavtaradze
Sergej Kavtaradze (gruzínsky სერგო ქავთარაძე – Sergo Kavtaradze; rusky Сергей Иванович Кавтарадзе – Sergej Ivanovič Kavtaradze; 15. srpna 1885, Kutaisi – 17. října 1971, Tbilisi) byl sovětský politik, novinář a diplomat, který ve dvacátých letech krátce působil v čele gruzínské vlády jako předseda rady lidových komisařů. Kavtaradzeho politické přesvědčení velmi ostře kontrastovalo s jeho původem a osobním životem. Oženil se totiž se Sofií Vačnadzeovou, gruzínskou kněžnou, která byla vnučkou Marie Fjodorovny, matkou ruského cara Mikuláše II.
Ve třicátých letech byl pronásledován pro svou podporu trockismu, ale Stalin mu jakožto svému příteli udělil milost. Kavtaradze byl tak jedním z mála bolševiků, kteří byli zatčeni během velké čistky a povedl se jim pak návrat do vysoké politiky.

## Mládí a kariéra do roku 1927
Kavtaradze se narodil 15. srpna 1885 do šlechtické rodiny ve vesnici Zovreti, v gruzínském kraji Imereti, který byl v té době součástí Ruska. Od roku 1903 působil v Ruské sociálně demokratické dělnické strany (RSDDS) a angažoval se v politice a revolučních aktivitách nejprve ve velkých kavkazských městech (Tbilisi, Baku, Batumi a Kutaisi), potom v Petrohradě, kam odešel studovat. V letech 1904 až 1906 působil v krajském výboru RSDDS v Imereti a Mingrelii. V té době se seznámil se Stalinem a několikrát mu pomohl ukrýt se před carskou policií. V roce 1912 se přidal k bolševické frakci RSDDS a začal pracovat pro jejich noviny Pravda (do r. 1914). V roce 1915 pak vystudoval na univerzitě Sankt Petěrburg práva.
Po vypuknutí Únorové revoluce v roce 1917 získal místo v kavkazském regionálním výboru RSDDS a zároveň se znovu věnoval novinářské činnosti jako redaktor deníku Kavkazsky Rabochy (česky: Kavkazský pracující). O několik měsíců později se zúčastnil šestého sjezdu RSDDS, který se konal s jednou čtrnáctidenní přestávkou od 26. července do 16. srpna 1917, a v roce 1918 předsedal výkonnému výboru vladikavkazského sovětu. Když byla vyhlášena Gruzínská demokratická republika nezávislá na Rusku, vrátil se Kavtaradze do své vlasti a postavil se s ostatními bolševiky do opozice proti menševické vládě, za což byl několikrát vězněn.
Když v únoru 1921 vtrhla Rudá armáda do Gruzie, byl Kavtaradze jmenován předsedou revolučního výboru v Batumi (od března do září) a pak v Adžarii (od května do září). Potom zastával post zástupce předsedy revolučního výboru Gruzie a post lidového komisaře spravedlnosti. Od dubna 1922 do ledna 1923 zastával post předsedy Rady lidových komisařů Gruzínské SSR, která byla tou dobou součástí Zakavkazské SFSR. V té době vypukl tzv. Gruzínský případ, ve kterém se mnozí vládnoucí činovníci Gruzie dostali do sporu se Stalinem a dalšími zastánci tvrdé linie, kteří chtěli potlačit autonomii Gruzie a její národní cítění právě vytvořením Zakavkazské SFSR. Kavtaradze se sice v tomto postavil proti Stalinovi, ale nemělo to vliv na jejich přátelství. Přesto musel v roce 1923 svůj post opustit. Do roku 1924 krátce působil jako konzul na velvyslanectví v Turecku a pak do roku 1927 vykonával funkci zástupce generálního prokurátora Nejvyššího soudu SSSR.

## Levá opozice a pronásledování
Zhruba v době svého působení u Nejvyššího soudu se Kavtaradze rozhodl vstoupit do Trockého opozice vůči Stalinovi, tzv. Levé opozice. Za to byl v roce 1927 nejprve vyloučen ze strany, později dokonce odsouzen na čtyři roky k vyhnanství do Orenburské oblasti (podle jiných zdrojů do Kazaně). V prosinci 1928 se pokusil vrátit do Moskvy na dovolenou, ale byl brzy zadržen z důvodu šíření protisovětské propagandy. Od přísnějšího trestu ho snad zachránilo jen jeho přátelství se Stalinem, neboť ostatní politici byli z podobného důvodu odsouzeni mnohem více. Nakonec byl ale v roce 1929 stejně potrestán třemi roky vězení, které strávil v sibiřském Tobolsku. V roce 1931 byl propuštěn na svobodu a byl mu umožněn návrat do Moskvy, kde se živil opět novinářskou činností. Do strany už zpět nevstoupil.
Koncem roku 1936 byl on i jeho žena Sofie zatčen na rozkaz velitele NKVD Nikolaje Ježova za „kontrarevoluční“ aktivity a konspiraci s Mdivanim za účelem vraždy Stalina, za což byl odsouzen k smrti. On i jeho žena podstoupili výslech s mučením ve věznici Lubjanka. Zatímco Mdivani byl popraven takřka okamžitě, manželé Kavtaradzeovi byli v cele smrti drženi ještě tři roky. Nejprve byli převezeni do vězení v Tbilisi, pak v roce 1939 do Moskvy. Lavrentij Berija pak zařídil jejich propuštění, patrně na Stalinův příkaz. Podle historika Montefioreho, v roce 1936 prosila Kavtaradzeovic jedenáctiletá dcera Maja v dopise Stalina, aby je nechal propustit.

## Druhá světová válka a rumunská mise
V roce 1940 vstoupil Kavtaradze opět do KSSS a o rok později se stal asistentem ministra zahraničí SSSR Molotova, který ho pověřil vedením oddělení pro Blízký východ. V roce 1943 se stal zástupcem ministra zahraničí. Tato funkce mu umožnila účast na důležitých spojeneckých konferencích (Jalta, Postupim). V roce 1944 byl Kavtaradze odeslán na cestu do Íránu, aby zajistil pro SSSR podíl na zdejším ropném průmyslu.
Ke konci druhé světové války byl Kavtaradze poslán do Rumunského království, které v srpnu 1944 pučem ukončilo pro-nacistickou vládu Iona Antonesca (viz Rumunsko během druhé světové války). Od roku 1945 do 1952 působil ve funkci sovětského velvyslance v Rumunsku a skrze něj se dostávalo sovětské podpory Komunistické straně Rumunska. Na podzim roku 1946 se Kavtaradze podílel na podvodu při rumunských volbách, díky němuž se dostal k moci Blok demokratických stran (ovládán výhradně komunisty), který pak o rok později vytvořil čistě komunistickou vládu.
V roce 1954 odešel Kavtaradze do důchodu a v roce 1961, ještě naposled, se zúčastnil jako delegát 22. sjezdu KSSS. Zemřel o deset let později, dne 17. října 1971 v Tbilisi.

## Kavtaradzeho odkaz
O osud Sergeje Kavtaradzeho se dodnes zajímá mnoho historiků, zejména o milost, kterou mu udělil Stalin během Velké čistky, protože Stalinův postoj a důvod, proč nepodepsal Kavtaradzeův rozsudek smrti, je nejasný. Historik Roy Medvedev ve svém díle Let History Judge cituje událost z roku 1939, o které mu pověděl sám Kavtaradze: během večeře v Kremlu byl Kavtaradze osloven Stalinem slovy „A přece jste mě chtěl zabít!“ Medvedev se shoduje s mnohými historiky, že tento výrok potvrzuje Stalinovu paranoiu. I když Stalin dobře věděl, že se ho Kavtaradze nikdy nepokusil zabít, nikdy si to nepřipustil otevřeně, protože jinak by pak ještě jednou uvážil popravy Polikarpa Mdivaniho a mnoha dalších komunistů zúčastněných v Gruzínském případu a jiných aférách, co se udály za jeho vlády. Bylo jednodušší „odpustit“ Kavtaradzemu jen samotnému. Teorii Medvedev uzavřel tím, že tyto činy odhalují více osobnost nenávidějícího tyrana, než duševně labilního člověka, který by nevěděl, co dělá.
Životním příběhem Serga Kavtaradze a jeho vztahu se Stalinem se také inspiroval Edvard Radzinskij při psaní monodramatu Koba (1998). Jako audioknihu načetl Sergej Jurskij (2008), v divadle uvedeno ve světové premiéře 25. února 2008 v Česku (v překladu a režii Jaromíra Janečka hraje Vladimír T. Gottwald).